# Andong
Andong (korejsko 안동; korejska izgovorjava: [an.doŋ]) je mesto v Južni Koreji in glavno mesto province Severni Gjongsang. Je največje mesto v severnem delu province s 167.821 prebivalci (oktober 2010). Skozi mesto teče reka Nakdong. Andong je tržno središče za okoliška kmetijska območja.
Od 1970-ih se je Andong hitro razvijal, čeprav se je število prebivalcev zmanjšalo za skoraj sedemdeset tisoč, saj so se ljudje preselili v Seul, Pusan, Degu in druga urbana središča. Konec 1990-ih in v začetku leta 2000 je postal turistično in kulturno središče.
Andong je znan kot središče kulture in ljudskih tradicij. Okolica ohranja številne vrste tradicij, sredi oktobra pa vsako leto poteka Andong Folk Festival. Eden najbolj znanih vidikov teh kulturnih praznovanj so andongske maske.
Nacionalna univerza Andong, specializirana za izobraževanje in korejsko folkloro, je od 1970-ih hitro rasla. Med drugimi terciarnimi ustanovami sta tudi Andong Science College in Catholic Sangji College.

## Zgodovina
Okoli leta 1 pr. n. št. so Andong ustanovili ljudje Džinhan in je bil znan kot Gočang. V obdobju Treh kraljestev je območje nadzorovalo kraljestvo Sila. Bitka pri Gočangu leta 930 se je tukaj odvijala med silami Pekčeja in vojsko Gorjo pod vodstvom Vangona, ki je prevzel nadzor nad mestom in ga preimenoval v Andong.
Po vzponu dinastije Čoson na korejski prestol je Andong postal središče konfucijanstva. Območje je bilo dolgo časa izjemno konzervativno in je dalo veliko vodilnih konfucijanskih učenjakov. Te-gje Ji Hvang (1501–1570), eden najvidnejših korejskih učenjakov, je prišel iz Andonga. Ji Hvang se je pozno v življenju umaknil v domovino in tam začel ustanavljati veliko konfucijansko akademijo Dosan Sovon, ki je bila končana po njegovi smrti. V tem obdobju so bili Andong in njegove glavne družine vplivne v korejskih političnih krogih, med katerimi so bile tri pomembne družine klani Andong Kim, Andong Jang in Andong Kvon.
Po 16. stoletju je Andong postal manj vpliven vse do začetka 19. stoletja, ko je poroka lokalne družine Kim povzročila močan vpliv na kraljevo družino.
Andong je bil prizorišče intenzivnih bojev med korejsko vojno v začetku 1950-ih, bitka pri Andongu. Čeprav je bilo mesto skoraj uničeno, je bilo hitro obnovljeno. Leta 1976 je bil zgrajen jez Andong, ki je mestu zagotovil zanesljiv vir električne energije.
Leta 1999 je njeno veličanstvo kraljica Elizabeta II. Britanska v mestu praznovala svoj 73. rojstni dan. V ljudskem vaškem muzeju Hahe je razstava, posvečena temu zgodovinskemu obisku. Andong sodžu (bistra in brezbarvna destilirana alkoholna pijača iz riža) se izdeluje po tradicionalnih metodah, ki so stare stoletja, za razliko od priljubljenih sodobnih različic. Zaščiten je z vladnimi predpisi za ohranitev pristnosti in na trgu dosega visoko ceno.

## Upravna delitev
Andong je razdeljen na 1 eup, 13 myeon in 10 dong.

## Lokalne specialitete
Andong ima znane lokalne jedi, ki izvirajo iz mesta, kot so hotjesabap, andong džimdak, andong sodžu (riževo vino), andong sikhje (punč), gondžin guksu (jed z rezanci) in soljena skuša.
Hotjesabap (헛제삿밥) je vrsta bibimbapa, ki se postreže s sojino omako (gandžang) namesto z gočudžang (pekočo pasto), ki se pogosteje uporablja. Hotdžesa bab je sestavljen predvsem iz več vrst namul (mlade kaljene zelenjave) na belem rižu. Postrežemo ga tudi z ribami na žaru, morskim psom in džonom (korejska palačinka). Jed izvira iz Andonga. Izraz Hotjesa bap dobesedno pomeni »jedi za lažne džese«, kar so slovesnosti za obletnico smrti in čaščenje prednikov, ki se izvajajo v Koreji. Razlog, zakaj velja za ponaredek, je ta, da ni prekrit s pepelom kadila, kot bi se zgodilo s katero koli hrano, žrtvovano v ritualu džesa.
Andong džimdak je različica džima (korejske parjene ali dušene jedi), narejena iz piščanca, celofanskih rezancev in različne zelenjave, marinirane v omaki na osnovi gandžanga (korejske sojine omake). Ime dobesedno pomeni »parjen piščanec iz Andonga«. Obstaja veliko ugibanj o izvoru jedi. Eno je, da je to specialiteta bogate notranje vasi Andong v obdobju Čoson, pripravljena in jedena za posebne priložnosti. Bolj verjetna razlaga je, da so v 1980-ih v Dak golmoku (닭골목; dobesedno piščančja ulica) na stari tržnici Andong lastniki restavracij tam pripravili jed s sestavinami, ki so jih zahtevali redni gostje, in ki je postala sedanji Andong džimdak. Restavratorji na tem območju trdijo, da so jed izumile pet lokalnih starejših žensk, ki so imele omejene zaloge piščanca in so želele podaljšati ponudbo. Najbolj verjetna špekulacija med obstoječimi domnevami je, da so trgovci z Dak golmokom na tržnici ustvarili jed, da bi ohranili svoj položaj pred hitro širitvijo zahodnih trgovin z ocvrtim piščancem.
Andong sodžu je specialiteta regije. Za razliko od množično proizvedenih blagovnih znamk je narejen iz naravnih sestavin, v preteklosti pa se je uporabljal v medicinske namene, razvil pa se je v obdobju Sila. Andong sodžu je tradicionalno pripravljala žena gospodinjstva in skrivnosti prenesla na svoje snahe.
Skuša je še ena priljubljena lokalna specialiteta. Riba, ulovljena dolvodno, kjer se reka Nakdong izliva v morje, se je v antičnih časih pokvarila, preden so jo pripeljali dlje v notranjost. Z uporabo posebnih tehnik soljenja je bil Andong najbolj oddaljena točka v notranjost, kamor so lahko pripeljali ribe, zato so aristokrati potovali v Andong posebej zaradi soljene ribe.
Sikhje je fermentiran rižev punč, ki ga strežejo po vsej Koreji. Sorta Andong pa je še posebej pikantna, narejena iz rdeče paprike v prahu, ingverja in redkvice. Sikhje vsebuje laktobacile, neškodljive bakterije, ki so v prebavilih in se pogosto uporabljajo kot prebavna pomoč v jedeh, kot so kimči, jogurt in kislo zelje.

## Znamenitosti
Bongdžongsa (korejsko 봉정사) je korejski budistični tempelj na pobočjih gore Čondung. Je podružnični tempelj Gunsa, glavnega templja 16. veje reda Džogje.
Hahetal (korejsko 하회탈) so tradicionalne korejske maske, ki se nosijo na obredih Hahe bjolsingut talnori, ki segajo v 12. stoletje. Predstavljajo standardne like, potrebne za izvajanje vlog v ritualnih plesnih dramah, vključenih v obred. Maske izvirajo iz ljudske vasi Hahe in vasi Bjongsan v provinci Severni Gjongsang.
Dosan Sovon (korejsko 도산서원; handža: 陶山書院) je bil ustanovljen leta 1574 v današnjem Andongu v spomin na in štiri leta po smrti korejskega konfucijanskega učenjaka Ji Hvanga s strani nekaterih njegovih učencev in drugih korejskih konfucijanskih avtoritet. Unescova dediščina.
Bjongsan Sovon (korejsko 병산서원) je sovon v vasi Bjongsa-ri v okrožju Pungčon-mjon v mestu Andong. Sovon je vrsta lokalne akademije v času dinastije Čoson (1392–1897). Unescova dediščina.
Ljudska vas Hahe (korejsko 안동하회마을) je tradicionalna vas iz obdobja dinastije Čos v Andongu. Ha je okrajšava za reko, he pa pomeni »obrniti se, vrniti se, vrniti se«. Leta 2010 se je skupaj z ljudsko vasjo Jangdong uvrstila na seznam svetovne dediščine UNESCO.
Druge pomembne turistične destinacije so Sisadan, umetniška kolonija Džirje in kamniti Buda Džebivon.

## Galerija
- Sisadan
- Ljudska vas Hahe
- Plesna maska Hahe
- Tržnica Andong Gu, živilska tržnica v središču mesta Andong
- Vorjongjo, most v Sang-a dongu, Andong